# أبو عبد الله العظيمي
أبو عبد الله محمد بن علي بن محمد العظيمي، المعروف بـالعظيمي، هو مسلم عربي ومؤرخ حلبي، عاش في الفترة 1090–1161 م. كان العظيمي أيضًا شاعرًا ومعلمًا في حلب. عاصر المؤرخين الحلبيين حمدان بن عبد الرحيم الأثريبي وعلي بن عبد الإله بن أبي جرادة. كان ينتمي إلى قبيلة تنوخ.
قام العظيمي بتأليف سجلات عامة لتاريخ سوريا ابتداءً من عام 1063 وانتهاءً بـ 1143/1144 م بعنوان الموصل على أصل المواصل. نشر هذا العمل كلود كاهن، بعنوان مختصر تاريخ العظيمي (بالفرنسية: La Chronique abrégée d'al-Aẓīm) في المجلة الفرنسية الآسيوية في عام 1938. كما قام العظيمي بتأليف تاريخ حلب المؤثر، والذي كان مصدرًا متكررًا لتاريخ حلب المتأخر، لابن العديم وابن أبي الطي.
وفقا لكاهن

إن الاهتمام بأجزاء عمل العظيمي المحفوظة لا تكمن في قيمتها الجوهرية فقط، بل في حقيقة أنها النصوص الوحيدة التي نجت من تدمير تاريخ شمال سوريا بين منتصف القرن الخامس هجري (التاسع ميلادي) والقرن السادس (الثاني عشر ميلادي). وهكذا تمكنَّا، إلى حد ما، من إكمال أو نقد الأعمال العظيمة للقرون التالية، والتي نعتمد عليها في تاريخ هذه الفترة، من خلال تقريبنا من مصادرها، فهي اختبار ضروري في ضوء التغييرات التي حدثت في هذه الأثناء في المناخ الأخلاقي والاجتماعي السوري.

فُقدت معظم أعمال العظيمي، باستثناء الأجزاء التي نشرها كلود كاهن. وفقًا للمؤرخ السوري سهيل ذكار، على الرغم من أن القليل مُتبقي، فإن المعلومات التي يقدمها العظيمي قيمة جدًّا لتاريخ حلب في القرن الحادي عشر. يُغطي جزء من عمله عهود أمراء المرداسيين في حلب، وهم: شبل الدولة نصر ومعز الدولة ثمال ورشيد الدولة محمود، وعلاقاتهم بالخلافة الفاطمية، وانهيار السلالة، وصعود الدولة، وأول حاكم سلجوقي لحلب آق سنقر الحاجب، وعهد الزنكيين.

## فهرس
- العزاوي، عباس. "العظيمي وتاريخه" (PDF). Arab Academy Journal. ج. 18: 201. مؤرشف من الأصل (PDF) في 2020-07-18. وكان تنوخي عربي
- كاهن, كلود (1960). "العظيمي". In Gibb, H. A. R.; Kramers, J. H.; Lévi-Provençal, E.; Schacht, J.; Lewis, B.; Pellat, Ch. (eds.). The Encyclopaedia of Islam, New Edition, Volume I: A–B (بالإنجليزية). Leiden: E. J. Brill. p. 823. ISBN:90-04-08114-3.
- الأزهري، طائف (2016). زنكي ورد المسلمين على الحروب الصليبية: سياسة الجهاد. أبينجدون، أوكسون: روتليدج. ISBN:978-1-138-82101-9. مؤرشف من الأصل في 2025-03-04.
- سلتون، كناث (1969). تاريخ الحروب الصليبية، المجلد الأول. مطبعة جامعة بنسلفانيا.
- ذاكر، سهيل (1969). إمارة حلب 392 / 1002-487 / 1094 (PDF) (شهادة الدكتوراة). لندن: جامعة لندن. مؤرشف من الأصل (PDF) في 2020-12-10.